# Cryptomys hottentotus
Cryptomys hottentotus là một loài động vật có vú trong họ Bathyergidae, bộ Gặm nhấm. Loài này được Lesson mô tả năm 1826.